# Călin Ioan Bot
Călin Ioan Bot (ur. 24 lipca 1970 w Surduc) – rumuński duchowny katolicki rytu bizantyjskiego, biskup kurialny eparchii Lugoju w latach 2020–2023, biskup diecezjalny eparchii Lugoju od 2023.

## Życiorys

### Prezbiterat
10 września 1995 otrzymał święcenia kapłańskie z rąk biskupa Vasile Hossu i uzyskał inkardynację do eparchii Klużu-Gherli. Po święceniach pracował jako dyrektor da. edukacji w instytucie teologicznym w Klużu-Napoce. W latach 2003–2005 studiował w Rzymie, a po powrocie do kraju objął stanowisko rektora teologicznej części seminarium. W 2017 mianowany protosyncelem eparchii.

### Episkopat
22 stycznia 2020 papież Franciszek zatwierdził jego wybór na biskupa pomocniczego eparchii Lugoj z tytułem biskupa Abrittum. Sakry biskupiej udzielił mu 21 czerwca 2020 kardynał Lucian Mureșan.
15 czerwca 2023 papież Franciszek zatwierdził jego wybór na biskupa diecezjalnego eparchii Lugoj.